# Чемпіонат світу з легкої атлетики 2017 — біг на 100 метрів (жінки)

Фінальний забіг

Змагання з бігу на 100 метрів серед жінок на Чемпіонаті світу з легкої атлетики 2017 у Лондоні проходили 5 і 6 серпня на Олімпійському стадіоні.

## Рекорди
На початок змагань основні рекордні результати були такими:
| WR | Флоренс Гріффіт-Джойнер США | 10,49 | Індіанаполіс США | 16 липня 1988  |
| CR | Меріон Джонс США            | 10,70 | Севілья Іспанія  | 28 серпня 1999 |
| WL | Елейн Томпсон Ямайка        | 10,71 | Кінгстон Ямайка  | 23 червня 2017 |

## Розклад
| Дата          | Час початку | Стадія    |
| ------------- | ----------- | --------- |
| 5 серпня 2017 | 11:45       | Забіги    |
| 6 серпня 2017 | 19:10       | Півфінали |
| 6 серпня 2017 | 21:50       | Фінал     |

Вказаний місцевий час (UTC+0)

## Результати

### Забіги
Умови кваліфікації до наступного раунду: перші троє з кожного забігу (Q) та шестеро найшвидших за часом з тих, які посіли у забігах місця, починаючи з четвертого (q).
Забіг 1
Вітер: 1,3 м/с
| Місце | Атлетка           | Країна            | Час   | Примітки |
| ----- | ----------------- | ----------------- | ----- | -------- |
| 1     | Джина Люкенкемпер | Німеччина         | 10,95 | Q, PB    |
| 2     | Мюріель Ауре      | Кот-д'Івуар       | 11,04 | Q        |
| 3     | Джура Леві        | Ямайка            | 11,09 | Q        |
| 4     | Аша Філіп         | Велика Британія   | 11,14 | q, SB    |
| 5     | Тоа Візіл         | Папуа Нова Гвінея | 11,41 |          |
| 6     | Наомі Седні       | Нідерланди        | 11,43 |          |
| 7     | Ім Лан Лой        | Макао             | 12,00 |          |
| 8     | Олена Рябова      | Туркменістан      | 12,27 | SB       |

Забіг 2
Вітер: 0,8 м/с
| Місце | Атлетка           | Країна            | Час   | Примітки |
| ----- | ----------------- | ----------------- | ----- | -------- |
| 1     | Елейн Томпсон     | Ямайка            | 11,05 | Q        |
| 2     | Крістал Еммануель | Канада            | 11,14 | Q, PB    |
| 3     | Аріана Вашингтон  | США               | 11,28 | Q        |
| 4     | Вей Юнлі          | Китай             | 11,37 |          |
| 5     | Халіфа Сейнт Форт | Тринідад і Тобаго | 11,44 |          |
| 6     | Орфі Неола        | Франція           | 11,58 |          |
| 7     | Шарлотт Вінгфілд  | Мальта            | 11,82 |          |

Забіг 3
Вітер: -0,3 м/с
| Місце | Атлетка                       | Країна          | Час   | Примітки |
| ----- | ----------------------------- | --------------- | ----- | -------- |
| 1     | Торі Бові                     | США             | 11,05 | Q        |
| 2     | Блессінг Окагбаре-Іготегуонор | Нігерія         | 11,22 | Q        |
| 3     | Івет Лалова-Колліо            | Болгарія        | 11,31 | Q        |
| 4     | Дезіре Генрі                  | Велика Британія | 11,32 | q        |
| 5     | Анхела Теноріо                | Еквадор         | 11,33 |          |
| 6     | Джаміль Самуель               | Нідерланди      | 11,52 |          |
| 7     | Патрісія Теа                  | Острови Кука    | 12,18 | NR       |
| 8     | Марі-Шарлотт Гасто            | Монако          | 13,52 |          |

Забіг 4
Вітер: 0,0 м/с
| Місце | Атлетка            | Країна               | Час   | Примітки |
| ----- | ------------------ | -------------------- | ----- | -------- |
| 1     | Марі-Жозе Та Лу    | Кот-д'Івуар          | 11,00 | Q        |
| 2     | Дафне Схіперс      | Нідерланди           | 11,08 | Q        |
| 3     | Каріна Хорн        | ПАР                  | 11,28 | Q        |
| 4     | Саломе Кора        | Швейцарія            | 11,30 | q        |
| 5     | Кароль Заї         | Франція              | 11,41 |          |
| 6     | Нарсіса Ландазурі  | Еквадор              | 11,59 |          |
| 7     | Решель Мід         | Ангілья              | 12,67 |          |
| 8     | Хереїті Бернардіно | Французька Полінезія | 12,88 |          |

Забіг 5
Вітер: -0,1 м/с
| Місце | Атлетка            | Країна              | Час   | Примітки |
| ----- | ------------------ | ------------------- | ----- | -------- |
| 1     | Розанжела Сантус   | Бразилія            | 11,04 | Q, PB    |
| 2     | Муджинга Камбунджі | Швейцарія           | 11,14 | Q        |
| 3     | Мішель-Лі Айє      | Тринідад і Тобаго   | 11,14 | Q        |
| 4     | Сімон Фейсі        | Ямайка              | 11,29 | q        |
| 5     | Лея Бучанен        | Канада              | 11,84 |          |
| 6     | Дьюті Чанд         | Індія               | 12,07 |          |
| 7     | Горете Семедо      | Сан-Томе і Принсіпі | 12,46 | PB       |
|       | Татьяна Пінто      | Німеччина           | DQ    | R162.7   |

Забіг 6
Вітер: 0,6 м/с
| Місце | Атлетка           | Країна                      | Час   | Примітки |
| ----- | ----------------- | --------------------------- | ----- | -------- |
| 1     | Дерілл Нейта      | Велика Британія             | 11,15 | Q        |
| 2     | Діджа Стівенс     | США                         | 11,17 | Q        |
| 3     | Наташа Моррісон   | Ямайка                      | 11,21 | Q        |
| 4     | Келлі-Енн Баптіст | Тринідад і Тобаго           | 11,21 | q        |
| 5     | Єва Свобода       | Польща                      | 11,24 | Q, SB    |
| 6     | Андреа Пуріка     | Венесуела                   | 11,43 |          |
| 7     | Сесілія Буель     | Республіка Конго            | 12,15 |          |
| 8     | Заріне Сапонг     | Північні Маріанські острови | 13,29 | PB       |

### Півфінали
Умови кваліфікації до наступного раунду: перші двоє з кожного забігу (Q) та двоє найшвидших за часом з тих, які посіли у забігах місця, починаючи з третього (q).
Забіг 1
Вітер: 0,8 м/с
| Місце | Атлетка            | Країна            | Час   | Примітки |
| ----- | ------------------ | ----------------- | ----- | -------- |
| 1     | Марі-Жозе Та Лу    | Кот-д'Івуар       | 10,87 | Q, SB    |
| 2     | Дафне Схіперс      | Нідерланди        | 10,98 | Q        |
| 3     | Келлі-Енн Баптіст  | Тринідад і Тобаго | 11,07 | q        |
| 4     | Дерілл Нейта       | Велика Британія   | 11,16 |          |
| 5     | Джура Леві         | Ямайка            | 11,19 |          |
| 6     | Сімон Фейсі        | Ямайка            | 11,23 |          |
| 7     | Івет Лалова-Колліо | Болгарія          | 11,25 | SB       |
| 8     | Діджа Стівенс      | США               | 11,32 |          |

Забіг 2
Вітер: -0,2 м/с
| Місце | Атлетка            | Країна          | Час   | Примітки |
| ----- | ------------------ | --------------- | ----- | -------- |
| 1     | Елейн Томпсон      | Ямайка          | 10,84 | Q        |
| 2     | Розанжела Сантус   | Бразилія        | 10,91 | Q, AR    |
| 3     | Муджинга Камбунджі | Швейцарія       | 11,11 |          |
| 4     | Крістал Еммануель  | Канада          | 11,14 | PB       |
| 5     | Дезіре Генрі       | Велика Британія | 11,24 |          |
| 6     | Каріна Хорн        | ПАР             | 11,26 |          |
| 7     | Аріана Вашингтон   | США             | 11,29 |          |
| 8     | Єва Свобода        | Польща          | 11,35 |          |

Забіг 3
Вітер: 0,2 м/с
| Місце | Атлетка                       | Країна            | Час   | Примітки |
| ----- | ----------------------------- | ----------------- | ----- | -------- |
| 1     | Торі Бові                     | США               | 10,91 | Q        |
| 2     | Мюріель Ауре                  | Кот-д'Івуар       | 10,99 | Q        |
| 3     | Мішель-Лі Айє                 | Тринідад і Тобаго | 11,04 | q        |
| 4     | Блессінг Окагбаре-Іготегуонор | Нігерія           | 11,08 |          |
| 5     | Наташа Моррісон               | Ямайка            | 11,15 |          |
| 6     | Джина Люкенкемпер             | Німеччина         | 11,16 |          |
| 7     | Аша Філіп                     | Велика Британія   | 11,19 |          |
| 8     | Саломе Кора                   | Швейцарія         | 11,31 |          |

### Фінал
Вітер: 0,1 м/с
| Місце | Атлетка           | Країна            | Час   | Примітки |
| ----- | ----------------- | ----------------- | ----- | -------- |
| 1     | Торі Бові         | США               | 10,85 | SB       |
| 2     | Марі-Жозе Та Лу   | Кот-д'Івуар       | 10,86 | PB       |
| 3     | Дафне Схіперс     | Нідерланди        | 10,96 |          |
| 4     | Мюріель Ауре      | Кот-д'Івуар       | 10,98 |          |
| 5     | Елейн Томпсон     | Ямайка            | 10,98 |          |
| 6     | Мішель-Лі Айє     | Тринідад і Тобаго | 11,01 |          |
| 7     | Розанжела Сантус  | Бразилія          | 11,06 |          |
| 8     | Келлі-Енн Баптіст | Тринідад і Тобаго | 11,09 |          |